# Urocissa erythrorhyncha
La urraca piquirroja (Urocissa erythrorhyncha) es una especie de ave paseriforme de la familia Corvidae. Está distribuida por buena parte de China, la India e Indochina.

## Descripción
La cabeza, el cuello y el pecho son negros con una mancha azulada en la coronilla.  Los hombros y la rabadilla son de un azul violeta más apagado, y las partes inferiores son de un crema grisáceo.  La cola larga es de un azul violeta más brillante (al igual que las primarias de las alas) con una punta ancha y blanca.  El pico es de un rojo anaranjado brillante, al igual que las patas y los pies y un anillo alrededor de cada ojo.  Este rojo puede variar a lo largo de su rango hasta casi amarillo en algunas aves.

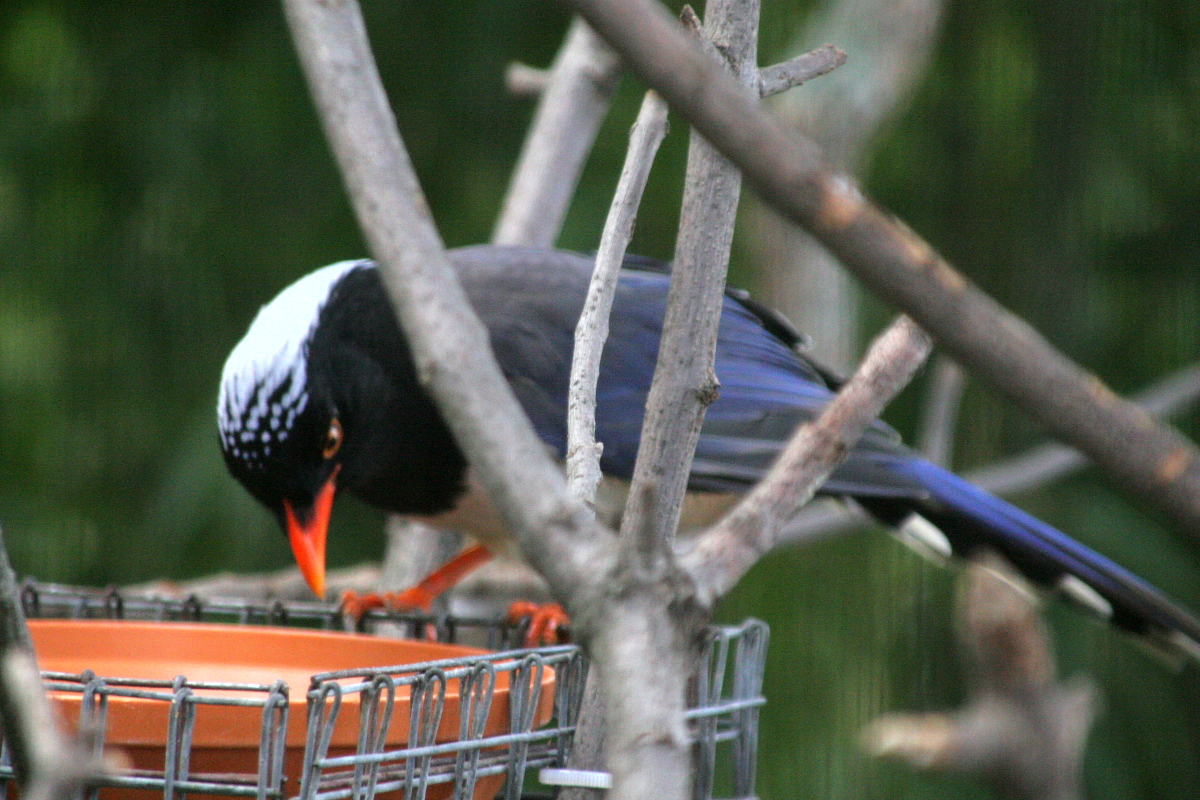
Urraca azul de pico rojo

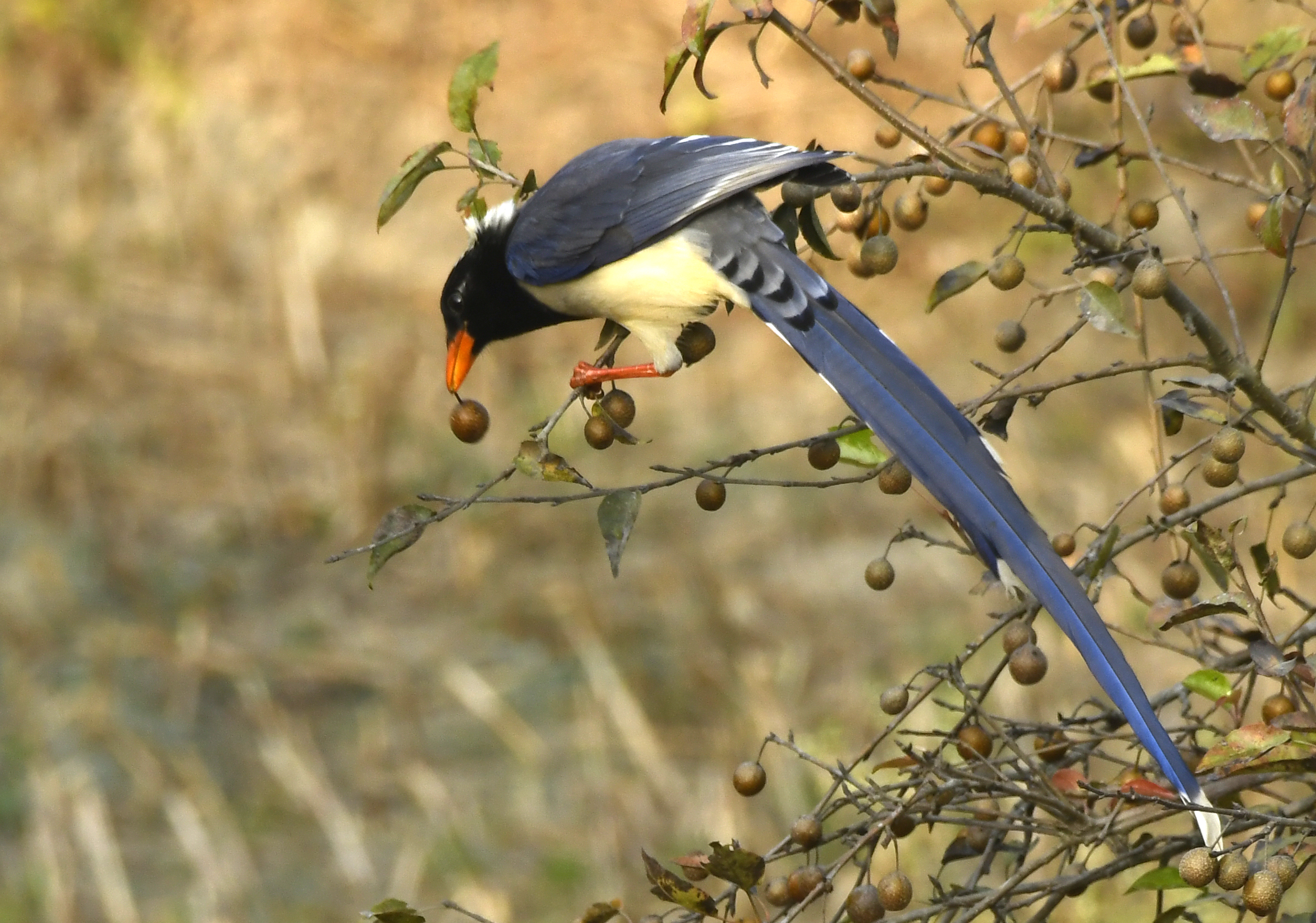
Alimentación en Uttarakhand, India

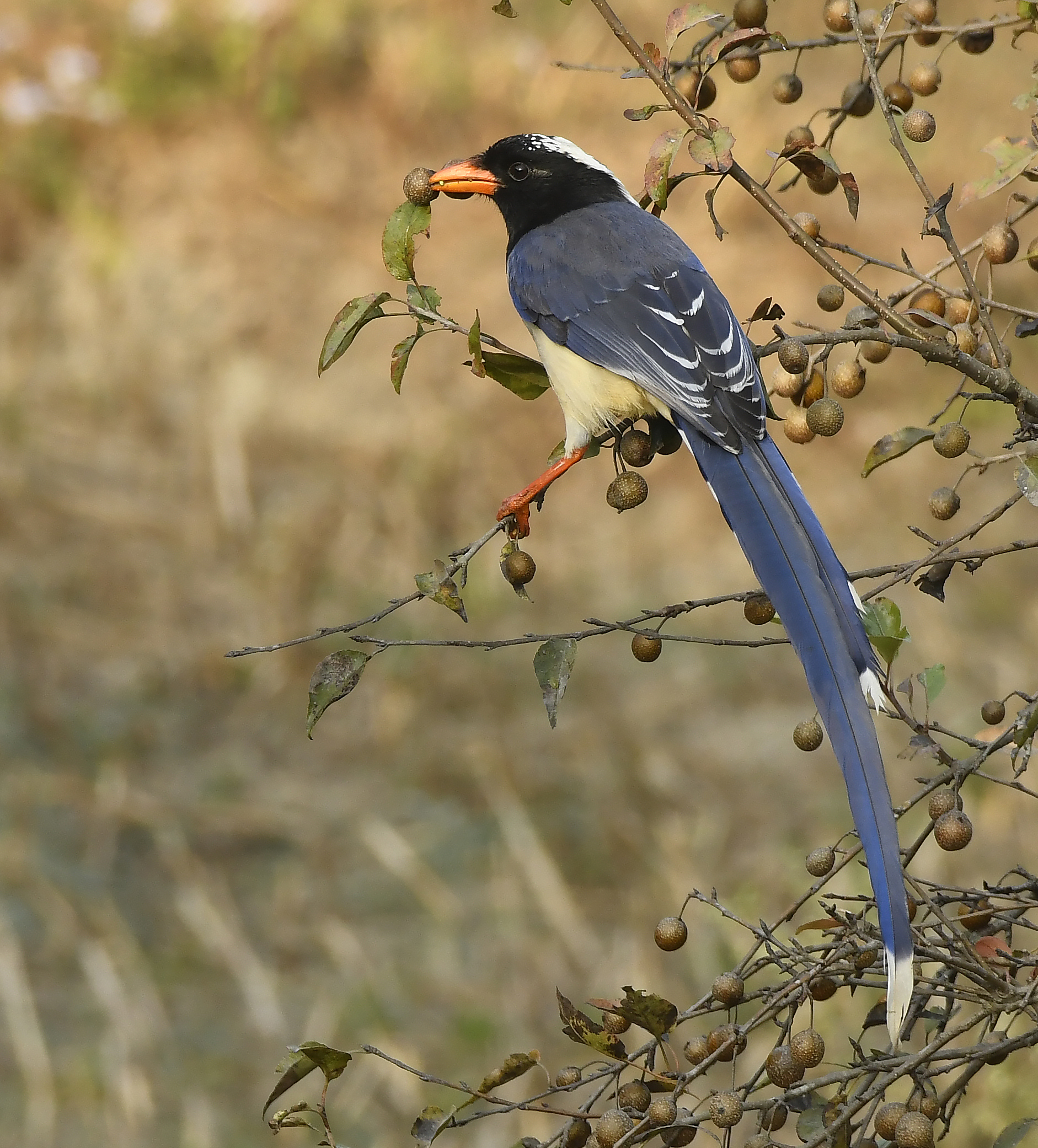
En Uttarakhand, India